# HMS Repulse (1916)
«Ріпалс» (1916) (англ. HMS Repulse (1916) — військовий корабель, лінійний крейсер класу «Рінаун» Королівського військово-морського флоту Великої Британії за часів Першої та Другої світових війн.

## Історія створення
«Ріпалс» був закладений 25 січня 1915 на верфі компанії John Brown & Company, Клайдбанк. 10 серпня 1916 року увійшов до складу Королівських ВМС Великої Британії.